# Lycaena posthumus
Lycaena posthumus är en fjärilsart som beskrevs av Otto Staudinger. Lycaena posthumus ingår i släktet Lycaena och familjen juvelvingar. Inga underarter finns listade i Catalogue of Life.